# 2018 في موريتانيا
قائمة الأحداث التي وقعت في موريتانيا خلال عام 2018.

## الموظفون
- رئيس الجمهورية: محمد ولد عبد العزيز
- الوزير الأول : يحي ولد حدمين (حتى 29 أكتوبر). محمد سالم ولد البشير (من 30 أكتوبر)

## الأحداث
- 1 و 15 سبتمبر 2018- الانتخابات البرلمانية الموريتانية
- 30 أكتوبر / تشرين الأول عين محمد سالم ولد البشير وزيرا أول بعد استقالة سلفه يحيى ولد الحدين وحكومته.

## حالات الوفاة
- 15 يناير -توفي الكتاب الموريتاني موسى دياجانا (مواليد 1946).[1]

- 17 تموز (يوليو) توفي العلامة ورجل الدين لمرابط الحاج فحفو، (ولد حوالي 1913).[2]
- 11 سبتمبر توفي السياسي والدبلوماسي شيخنا ولد محمد لغظفوهو وزير سابق للخارجية.[3]